# Арена Омск
Многофункциональный спортивный комплекс «Аре́на Омск» — бывший ледовый дворец спорта в Омске, один из самых вместительных (10 318 зрителей) в России.
До 2018 года был домашней ареной хоккейного клуба «Авангард» и молодёжного хоккейного клуба «Омские ястребы».

## История
«Арена Омск» находилась в Кировском административном округе. Первая свая в основание МСК была забита 16 марта 2004 года, строительство велось австрийской фирмой «AMR».
Открытие новой ледовой арены произошло 31 августа 2007 года, третьим матчем Суперсерии между молодёжными командами Канады и России.
В августе 2018 года «Авангард» проинформировал КХЛ о непригодности «Арены Омск» для проведения матчей чемпионата КХЛ сезона-2018/19 и необходимости поиска для клуба резервной домашней арены. Обсуждалась возможность сноса арены, но в 2019 году было принято решение о проведении реконструкции. 25 апреля 2019 года премьер-министр России Дмитрий Медведев подписал специальное распоряжение о строительстве новой арены. 11 сентября 2019 года стадион был полностью снесён.
На месте снесенной «Арены Омск» построена новая ледовая арена (G-Drive Арена), вместимостью около 12 000 зрителей. Стоимость новой арены составила порядка 12 млрд рублей, она построена на средства компании «Газпром нефть» и федерального и регионального бюджетов. Первый матч на новой арене был сыгран 1 октября 2022 года. Во время строительства новой арены «Авангард» играл домашние матчи в Подмосковье на «Арене „Балашиха“».

## Значимые мероприятия
- 31 августа — 1 сентября 2007 года: третий и четвёртый матчи суперсерии между молодёжными командами России и Канады;
- 2 мая 2008 года: чемпионат Европы по бальным танцам среди профессионалов 2008;
- 10 мая 2009 года: чемпионат мира по бальным танцам среди профессионалов 2009;
- 4 декабря 2009 года: Кубок мира по спортивным бальным танцам в латиноамериканской программе среди профессионалов;
- 22 мая 2011 года: концерт группы Scorpions;
- 30 августа — 3 сентября 2011 года: Кубок мира по хоккею среди молодёжных клубных команд[6];
- 18 — 26 августа 2012 года: Кубок мира по хоккею среди молодёжных клубных команд;
- 25 — 31 августа 2013 года: Кубок мира по хоккею среди молодёжных клубных команд;
- 18 ноября 2013 года: концерт группы Limp Bizkit.

## Архитектура
Здание отличалось полностью стеклянным лицевым фасадом и имело форму параллелепипеда.
МСК состоял из четырёх этажей. Первый этаж являлся техническим, там располагались раздевалки команд (2 для домашней команды и 4 гостевых), а также непосредственно сама ледовая площадка и 3 игровых зала: игровой (баскетбол, волейбол или гандбол), разминочный и тренажёрный. На втором этаже размещались медийные службы: телестудия «Арены-Омск», служба управления медиакубом, размещённым над площадкой, а также пресс-центр и комментаторские кабинки. На третьем этаже — 15 VIP-лож; на четвёртом — ресторан, рассчитанный на 500 мест.
11 апреля 2012 года губернатор Омской области Леонид Полежаев и владелец МСК «Арена Омск» Роман Абрамович договорились о передаче на безвозмездной основе МСК «Арена Омск» в собственность Некоммерческого партнерства «Спортивный Клуб „Авангард“». Ранее на безвозмездной основе в собственность НП «СК „Авангард“» был передан Хоккейный центр «Авангард», построенный за счёт средств Романа Абрамовича.